# Eccidio dell'aeroporto di Forlì
L'eccidio di Forlì, o eccidio dell'aeroporto di Forlì è una delle stragi perpetrate, durante la seconda guerra mondiale, dai tedeschi.
Avvenuto nel settembre del 1944, vede l'uccisione di 42 persone, la maggior parte delle quali non ancora identificate.
Dal 22 aprile 2007, una lapide ricorda quei fatti con le seguenti scritte:

## Altri eccidi nel forlivese
Altri eccidi furono consumati nel forlivese:
- l'eccidio di San Tomè
- l'eccidio di Branzolino .